# 宮地惟友

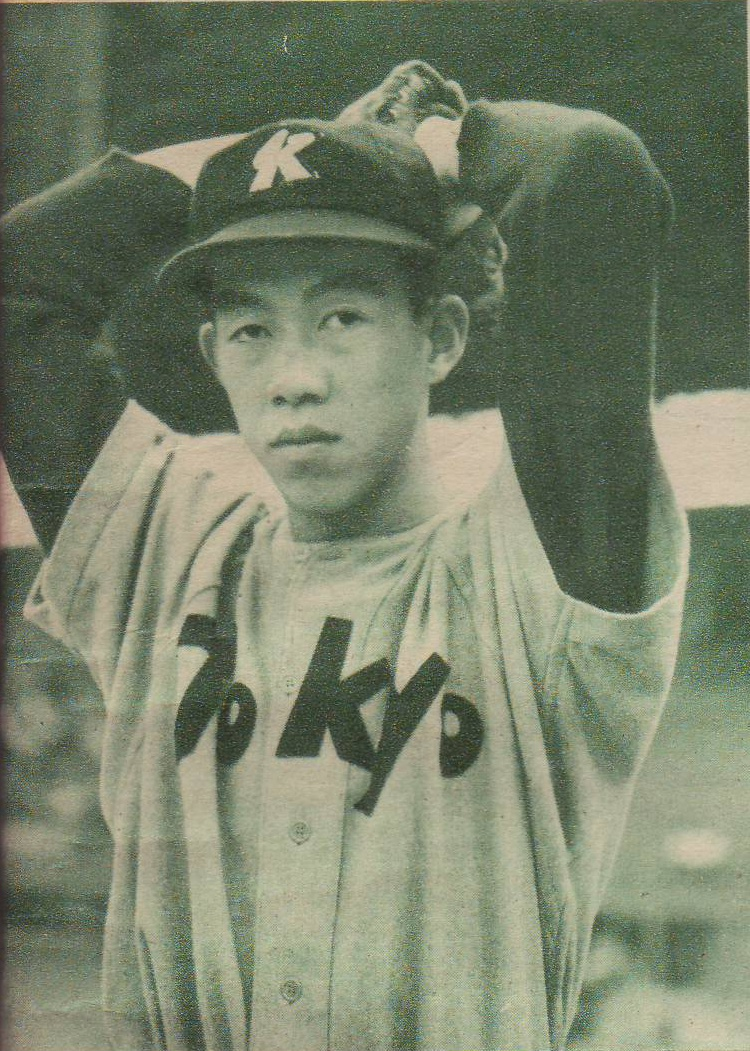

宮地惟友（1932年1月18日—），日本棒球選手、教練，出生於日本石川県金沢市，曾經效力於日本職棒東京養樂多燕子等隊伍，於1959年退休，生涯通算33次勝投。